# Comté de Tumut
Le comté de Tumut (en anglais : Tumut shire) est une ancienne zone d'administration locale située dans l'État de Nouvelle-Galles du Sud en Australie. 
Le comté comprenait la ville de Tumut, ainsi que les villages d'Adelong, Batlow, Brungle, 
Cabramurra, Gilmore, Gocup, Grahamstown, Talbingo et Wondalga.
Le 12 mai 2016, il est supprimé et fusionne avec le comté de Tumbarumba pour former la nouvelle zone d'administration locale des vallées Snowy.